# Fanny Oschwald
Fanny Oschwald-Ringier (* 30. November 1840 in Lenzburg, Aargau; † 24. August 1918 in Basel) war eine Schweizer Schriftstellerin.

## Leben und Werk
Fanny Oschwald war die jüngste Tochter des Johann Rudolf Ringier und wuchs in Lenzburg in der Burghalde auf. Als sie dreijährig war, verstarb ihre Mutter. Fanny Oschwald besuchte für zwei Jahre das königliche Katharinen-Stift in Stuttgart, wo sie u. a. von Eduard Mörike unterrichtet wurde.
Wieder in Lenzburg, besorgte sie mit ihrer Schwester den väterlichen Haushalt und heiratete 1863 den Kaufmann Theodor Oschwald. Zusammen hatten sie zwei leibliche Kinder. Nach zwölfjähriger Ehe kehrte sie mit den Kindern auf die Burghalde zurück, um für den inzwischen gehörlosen Vater und die drei Vollwaisenkinder, zu denen die spätere Schriftstellerin Martha Ringier gehörte, ihres verstorbenen Bruders zu sorgen.
Ab 1880 schrieb Fanny Oschwald für verschiedene deutschsprachige Zeitschriften. Zudem war sie Mitglied im Lesekreis der Neuen Zürcher Zeitung und schrieb eigene Theaterstücke, u. a. für die Lenzburger Festspiele zur 600-Jahr-Bundesfeier 1891. Als Laienschauspielerin trat sie dort in der Rolle der «Gräfin von Lenzburg» auf. Ihr zweites Werk war Winkelrieds Tod. Es wurde zuerst unter freiem Himmel in Lenzburg, später an verschiedenen Orten, so auch in Zürich, durch den «Dramatischen Verein» aufgeführt.
Ab 1895 lebte Fanny Oschwald mit ihrem Mann in Basel. Dort verfasste sie humorvolle Volksschwänke in Aargauer Mundart. Ihre Dialekterzählung Alti Liebi von 1904 galt als ihr Meisterstück.